# Cyclisme aux Jeux d'Asie du Sud-Est de 2023
 (mai 2025).
Navigation
Édition précédente Édition suivante
Le cyclisme aux Jeux d'Asie du Sud-Est de 2023 est représenté par deux disciplines : cyclisme sur route et VTT cross-country. Les 9 épreuves (4 hommes, 4 femmes et 1 mixte) ont lieu à Siem Reap au Cambodge, du 6 au 13 mai 2023.

## Participants
- Brunei
- Cambodge
- Indonésie
- Laos
- Malaisie
- Birmanie
- Philippines
- Singapour
- Thaïlande
- Timor oriental
- Viêt Nam

## Médaillés

### Cyclisme sur route
| Épreuve         | Or                           | Argent                       | Bronze                   |
| --------------- | ---------------------------- | ---------------------------- | ------------------------ |
| Hommes          |                              |                              |                          |
| Course en ligne | Nur Amirul Fakhruddin Mazuki | Aiman Cahyadi                | Ronald Oranza            |
| Critérium       | Terry Yudha Kusuma           | Nur Amirul Fakhruddin Mazuki | Ronald Oranza            |
| Femmes          |                              |                              |                          |
| Course en ligne | Nguyễn Thị Thật              | Jutatip Maneephan            | Nur Aisyah Mohamad Zubir |
| Critérium       | Jutatip Maneephan            | Nguyễn Thị Thật              | Nur Aisyah Mohamad Zubir |

### VTT
| Épreuve       | Or                                                         | Argent                                                                                     | Bronze                                                                                   |
| ------------- | ---------------------------------------------------------- | ------------------------------------------------------------------------------------------ | ---------------------------------------------------------------------------------------- |
| Hommes        |                                                            |                                                                                            |                                                                                          |
| Cross-country | Feri Yudoyono                                              | Zaenal Fanani                                                                              | Khim Menglong                                                                            |
| Elimination   | Methasit Boonsane                                          | Khim Menglong                                                                              | Ihza Muhammad                                                                            |
| Femmes        |                                                            |                                                                                            |                                                                                          |
| Cross-country | Sayu Bella Sukma Dewi                                      | Nur Assyira Zainal Abidin                                                                  | Yonthanan Phonkla                                                                        |
| Elimination   | Dara Latifah                                               | Ariana Evangelista                                                                         | Warinthorn Phetpraphan                                                                   |
| Mixte         |                                                            |                                                                                            |                                                                                          |
| Cross-country | Indonésie Sayu Bella Sukma Dewi Dara Latifah Zaenal Fanani | Thaïlande Keerati Sukprasat Phunsiri Sirimongkhon Supuksorn Nuntana Warinthorn Phetpraphan | Philippines Ariana Evangelista Edmhel John Flores Jerico Cruz Rivera Shagne Paula Yaoyao |

## Tableau des médailles
Légende
- Le pays organisateur est en bleu lavande

| Rang  | Nation      | Or | Argent | Bronze | Total |
| ----- | ----------- | -- | ------ | ------ | ----- |
| 1     | Indonésie   | 5  | 2      | 1      | 8     |
| 2     | Thaïlande   | 2  | 2      | 2      | 6     |
| 3     | Malaisie    | 1  | 2      | 2      | 5     |
| 4     | Viêt Nam    | 1  | 0      | 1      | 2     |
| 5     | Philippines | 0  | 1      | 3      | 4     |
| 6     | Cambodge    | 0  | 1      | 1      | 2     |
| Total | Total       | 9  | 9      | 9      | 27    |